# پونسیون دی پیوتا
پونسیون دی پیوتا (به لاتین: Poncione di Piotta) یک کوه در سوئیس است که در کانتون تیچینو واقع شده‌است. پونسیون دی پیوتا ۲٬۴۳۹ متر بالاتر از سطح دریا واقع شده‌است.